# Богатырёв, Александр Леонидович
Алекса́ндр Леони́дович Богатырёв (6 марта 1963, Бийск, Алтайский край, СССР — 12 июля 2008, Бийск, Алтайский край, Россия) — советский, российский и казахстанский футболист, полузащитник, нападающий.

## Карьера

### Клубная
Воспитанник ДЮСШ «Прогресс» города Бийск. Начинал футбольную карьеру в клубе «Манометр» в 1981 году. В 1984 году перешёл в барнаульское «Динамо». В 1998 году пополнил ряды ставропольского «Динамо». В 1989—1990 годах был игроком «Кайрата». В 1991 году выступал за клуб Высшей лиги СССР запорожский «Металлург». В 1992 году вернулся в «Кайрат», который выступал в Высшей лиге Казахстана. Через полгода подписал контракт с клубом Высшей лиги России «Текстильщик» из Камышина. В 1993 году вернулся в Барнаул. 1994 год провёл в «Сахалине». Завершил карьеру в 1998 году в назаровской «Виктории».

### В сборной
Провёл единственный матч в составе сборной Казахстана 1 июня 1992 года против сборной Туркменистана (1:0), выйдя на замену на 46-й минуте вместо Евгения Сысоева.

### Тренерская карьера
С 2003 года и до самой смерти возглавлял бийское «Динамо».

## Смерть
Умер 12 июля 2008 года в Бийске от внезапной остановки сердца. Матч бийского «Динамо» против Шахты «Распадская» 13 июля начался с минуты молчания. Похроны игрока состоялись 14 июля.

## Достижения
- Бронзовый призёр Первой лиги СССР: 1989
- Бронзовый призёр 4-й зоны Второй лиги СССР: 1986
- Бронзовый призёр зоны «Восток» Второй лиги России (2): 1994, 1996